# Supergirl
Supergirl là nhân vật siêu anh hùng hư cấu xuất hiện trong sách truyện tranh của Mỹ, phát hành bởi DC Comics. Supergirl được tạo ra với mục đích hỗ trợ cho Superman, nhân vật siêu anh hùng nổi tiếng của DC Comics. Nhân vật đã được tạo ra bởi nhà văn Otto Binder và được nghệ sĩ Al Plastino thiết kế vào năm 1959.  Năm 2011, IGN xếp Supergirl vị trí thứ 94 trong danh sách "Top 100 siêu anh hùng mọi thời đại trong thế giới truyện tranh" ("Top 100 Comic Book Heroes of All Time").

## Tổng quan
Được tạo ra như một nữ đối tác của Superman, Kara Zor-El cũng có những siêu năng lực trước mặt trời vàng và yếu điểm khiến bản thân tổn thương của mình trước Kryptonite. Supergirl đóng vai phụ trong nhiều ấn phẩm khác nhau của DC Comics, bao gồm Action Comics, Superman và một số bộ truyện tranh không liên quan đến Superman. Năm 1969, Supergirl trở thành nhân vật chính trong Adventure Comics, và sau đó cô đóng vai chính trong bộ truyện tranh cùng tên ra mắt năm 1972 và kéo dài đến năm 1974, tiếp theo là bộ truyện tranh hàng tháng thứ hai, The Daring New Adventures of Supergirl, xuất bản từ năm 1982 đến năm 1984. Supergirl ban đầu được giới thiệu trong Action Comics #252 với tư cách là em họ của siêu anh hùng hàng đầu của nhà xuất bản, Superman trong câu chuyện The Supergirl from Krypton. Các nhân vật chính thống khác đã lấy tên Supergirl trong nhiều năm, nhưng với nguồn gốc rõ ràng là không phải ngoài Trái đất, chẳng hạn như nguồn gốc của một dạng sống nhân tạo siêu phàm. Miniseries năm 2016 Supergirl: Being Super do Mariko Tamaki viết kịch bản và Joelle Jones viết kịch bản là một tác phẩm dành cho lứa tuổi mới lớn về nguồn gốc của Supergirl khi mô tả Kara là một thiếu niên có vẻ bình thường sống ở vùng nông thôn Midvale cùng với gia đình Danvers, kể từ khi cặp đôi tìm thấy cô ấy trong một cái kén ở giữa cánh đồng. Kara lớn lên với nhận thức về cái vỏ và nguồn gốc không xác định của mình (được thoáng qua trong những giấc mơ) và đấu tranh để sống một cuộc sống bình thường khi cô phát hiện ra khả năng siêu phàm đáng kinh ngạc của mình, điều mà cô giữ bí mật ngay cả với những người bạn thân nhất của mình.
Do thay đổi chính sách biên tập tại DC, Supergirl ban đầu bị giết trong loạt phim giới hạn Crisis on Infinite Earths năm 1985. DC Comics sau đó đã khởi động lại tính liên tục của Vũ trụ DC Comics, tái lập nhân vật Superman với tư cách là người sống sót duy nhất sau sự hủy diệt của Krypton. Sau phần kết của Crisis on Infinity Earth, một số nhân vật khác nhau được tạo ra được coi là không có mối quan hệ gia đình với Superman đã đảm nhận vai Nữ siêu nhân, bao gồm Martrix, Linda Danvers và Cir-El. Sau khi hủy bỏ loạt truyện tranh Supergirl thứ ba (1996–2003), với sự tham gia của phiên bản Matrix/Linda Danvers của nhân vật, một phiên bản hiện đại của Kara Zor-El đã được đưa trở lại vào phần tiếp theo của DC Comics trong "The Supergirl from Krypton" câu chuyện trong Superman/Batman #8 (tháng 2 năm 2004). Kara Zor-El hiện đại này đóng vai Supergirl trong bộ truyện tranh cùng tên và ngoài ra còn đóng vai phụ trong nhiều ấn phẩm khác của DC Comics.
Kể từ lần xuất hiện đầu tiên trong truyện tranh, nhân vật này sau đó đã chuyển sang lĩnh vực hoạt hình, điện ảnh, truyền hình và buôn bán. Vào tháng 5 năm 2011, Supergirl đứng thứ 94 trong danh sách 100 anh hùng truyện tranh hàng đầu mọi thời đại của IGN. Vào tháng 11 năm 2013, nhân vật này đứng thứ 17 trong danh sách 25 anh hùng hàng đầu của DC Comics của IGN.

## Tiền đề

#### Superwoman
Truyện tranh đầu tiên có nhân vật nữ là Superman là "Lois Lane - Superwoman", một câu chuyện được xuất bản trong Action Comics #60 (tháng 5 năm 1943), trong đó Lois nằm viện mơ thấy mình có được siêu năng lực Kryptonesque nhờ truyền máu từ Người đàn ông thép. Cô bắt đầu sự nghiệp của riêng mình với tư cách là Nữ siêu nhân, hoàn chỉnh với bộ trang phục bắt chước. Những câu chuyện tương tự với việc Lois Lane có được sức mạnh như vậy và lấy tên "Superwoman" xuất hiện định kỳ sau đó. Một câu chuyện như vậy là trong Action Comics #156 (tháng 5 năm 1951), trong đó Lois vô tình có được những sức mạnh đó thông qua phát minh của kẻ thù không đội trời chung của Superman là Lex Luthor. Trong câu chuyện, Lois đội một bộ tóc giả ngắn màu vàng trong danh tính chống tội phạm của mình, khiến cô có vẻ ngoài gần giống với phiên bản Supergirl sau này sau khi tên thật của sau này được chỉ định là Kara Zor-El.

#### Supergirl
Trong Superboy # 5 (tháng 11 đến tháng 12 năm 1949) trong một câu chuyện có tựa đề "Superboy Meets Supergirl", Superboy gặp Nữ hoàng Lucy của quốc gia Borgonia hư cấu ở Mỹ Latinh. Cô ấy là một vận động viên và học giả xuất sắc. Mệt mỏi với nhiệm vụ của mình và muốn tận hưởng một cuộc sống bình thường, Nữ hoàng Lucy tới Smallville, nơi cô gặp Superboy và sớm chiếm được trái tim của anh ấy. Superboy tổ chức một chương trình với cô ấy, nơi anh ấy sử dụng sức mạnh của mình để khiến cô ấy có vẻ siêu phàm; trong cuộc thi này, cô ấy được gọi là Supergirl. Trong vai Supergirl, Nữ hoàng Lucy mặc một chiếc váy màu nâu với áo choàng màu nâu và biểu tượng "S" của Superboy. Superboy sau đó đã cứu cô khỏi một bộ trưởng đầy mưu mô. Cô quay trở lại ngai vàng của mình, để lại Superboy tự hỏi liệu cô có bao giờ nghĩ đến anh ấy không.

#### Super-Sister
Trong câu chuyện Superboy # 78 có tựa đề "Claire Kent, Alias Super-Sister", Superboy cứu một phụ nữ ngoài hành tinh tên Shar-La khỏi một vụ tai nạn nguy hiểm đến tính mạng. Sau khi chế nhạo khả năng lái xe của cô, Shar-La đã biến Superboy thành một cô gái. Ở Smallville, Clark Kent (bản ngã thay thế của Superboy) tự xưng là Claire Kent, một người họ hàng ở ngoài thành phố đang ở với Kents. Khi trong trang phục, anh ấy đóng vai chị gái của Superboy, Super-Sister, và tuyên bố cả hai đã đổi chỗ cho nhau. Là một cô gái bị đàn ông chế giễu và khinh miệt, anh muốn chứng tỏ mình vẫn tốt như mọi khi. Cuối cùng, người ta tiết lộ rằng sự biến đổi chỉ là ảo ảnh do Shar-La tạo ra. Superboy học cách không chế nhạo phụ nữ.

#### Super-Girl
Trong Superman # 123 (tháng 8 năm 1958), Jimmy Olsen sử dụng vật tổ ma thuật để mong muốn một "Super-Girl" tồn tại với tư cách là người bạn đồng hành và người trợ giúp cho Superman; tuy nhiên, cả hai thường xuyên cản đường nhau cho đến khi cô bị thương nặng khi bảo vệ Superman khỏi một thiên thạch Kryptonite mà một tên tội phạm đã thả về phía anh ta. Trước sự nài nỉ của cô, Jimmy cầu mong cô gái sắp chết biến mất. DC đã sử dụng câu chuyện này để đánh giá phản ứng của công chúng đối với khái niệm về một nhân vật nữ hoàn toàn mới đối với Superman. Trong số gốc, cô ấy có mái tóc vàng và trang phục của cô ấy có màu xanh và đỏ giống như của Superman; thực sự, nó gần giống với bộ đồng phục mà nữ diễn viên Helen Slater sau này sẽ mặc trong bộ phim năm 1984. Những bản in lại đầu tiên của câu chuyện này cho thấy cô ấy với mái tóc đỏ và bộ trang phục màu cam và xanh lá cây để tránh người đọc nhầm lẫn cô ấy với nhân vật Supergirl hiện tại. Rất lâu sau, câu chuyện lại được tái bản ở dạng nguyên bản.

## Kara Zor-El

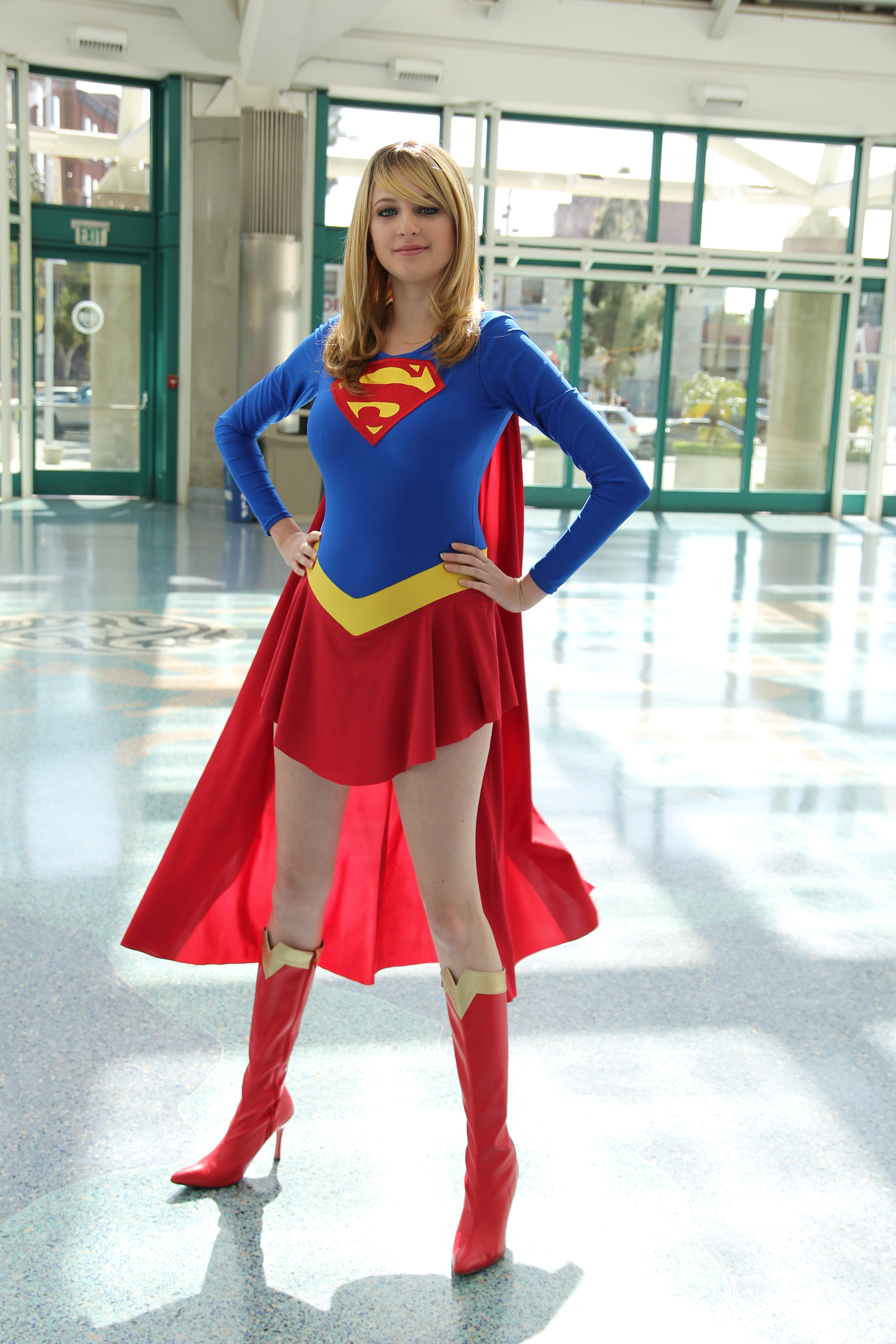
Một bộ đồ đặc trưng trong các phiên bản Supergirl với áo choàng đỏ, áo xanh, tóc vàng và biểu tượng đặc trưng của gia tộc El

### Phiên bản chính thức đầu tiên
Sau phản ứng tích cực của người hâm mộ đối với Super-Girl, phiên bản Supergirl định kỳ đầu tiên và quen thuộc nhất ra mắt vào năm 1959. Kara Zor-El xuất hiện lần đầu trong Action Comics #252 (tháng 5 năm 1959). Câu chuyện giới thiệu nhân vật được vẽ bởi Al Plastino và được viết bởi Otto Binder, người cũng đã tạo ra Mary Marvel, chị gái của Captain Marvel và là nữ phụ. Giống như Supergirl, Mary Marvel là phiên bản nữ tuổi teen của một siêu anh hùng nam trưởng thành, mặc trang phục giống hệt nhân vật lớn tuổi hơn là thay váy ngắn bằng quần bó sát. (Binder cũng đã tạo ra Miss America của Marvel Comics, một siêu anh hùng có rất ít điểm chung ngoài cái tên với người bạn diễn Captain America một thời của cô.)
Phản ứng về sự xuất hiện lần đầu của Supergirl là rất lớn, với hàng nghìn lá thư tích cực đổ về văn phòng DC Comics.
Số 8 của loạt phim Siêu nhân/Người dơi được xuất bản lần đầu vào năm 2004 đã giới thiệu lại Kara Zor-El vào dòng DC liên tục. Giống như phiên bản trước Khủng hoảng, Kara này tự nhận là con gái của Zor-El và dì Alura In-Ze của Superman. Không giống như Supergirl truyền thống, Kara được sinh ra trước Superman; cô ấy là một thiếu niên khi anh ấy còn là một đứa trẻ. Cô được gửi đến một tên lửa trong hình ảnh động bị treo để chăm sóc đứa trẻ Kal-El; tuy nhiên, tên lửa của cô ấy bị vướng vào vụ nổ của Krypton và bị bao bọc trong một tiểu hành tinh Kryptonite. Cô đến Trái đất nhiều năm sau Kal-El, người đã trưởng thành và được biết đến với cái tên Siêu nhân. Do thời gian tạm dừng hoạt động kéo dài nên cô ấy "trẻ" hơn em họ của mình. Ở cuối phần "The Supergirl from Krypton", Superman chính thức giới thiệu cô với tất cả các anh hùng của Vũ trụ Truyện tranh DC. Cô ấy mặc trang phục Supergirl và chấp nhận cái tên này.
Một loạt phim Supergirl mới, do Jeph Loeb viết, bắt đầu xuất bản vào tháng 8 năm 2005. Cốt truyện trong phần đầu tiên của Supergirl mô tả một phiên bản ác độc, đen tối hơn của Kara nổi lên khi Lex Luthor cho cô ấy tiếp xúc với Black Kryptonite. Nữ siêu nhân độc ác ám chỉ rằng gia đình Kara đã cử cô đến Trái đất để giết Kal-El để trả thù cho mối hận thù trong gia đình. Vào thời điểm đó, bản thân Kara từ chối tin vào điều này, nhưng những đoạn hồi tưởng sau đó cho thấy điều này không chỉ đúng một phần mà Kara còn bị cha cô thay đổi thể chất khi còn nhỏ trước khi dính vào một số vụ giết người ở Krypton. Tuy nhiên, những vấn đề này sau đó được tiết lộ chỉ là ảo tưởng do ngộ độc Kryptonite. Sau khi được chữa khỏi, cô ấy thể hiện một tính cách giống với nhân cách Thời đại Bạc của mình hơn.

### Tiểu sử
Kara Zor-El (được đặt tên như vậy vì ở Krypton, phụ nữ lấy tên đầy đủ của cha họ) là người sống sót cuối cùng của Thành phố Argo, nơi đã sống sót sau vụ nổ của hành tinh Krypton và trôi dạt trong không gian.[4] Thành phố được bao phủ bởi một mái vòm nhựa để điều hòa thời tiết, do Zor-El, em trai của Jor-El, một nhà khí hậu học và kỹ sư, cha của Siêu nhân (Kal-El), nghĩ ra. Mái vòm giữ một khối đất lớn bên dưới thành phố khi nó trôi dạt trong không gian theo hướng chung của Hệ Mặt trời của chúng ta. Tuy nhiên, các lớp đá gốc dưới cùng bị ảnh hưởng bởi vụ nổ lõi phân hạch của hành tinh lớn và trải qua phản ứng dây chuyền chậm nhưng ổn định, biến thành kryptonite màu xanh lá cây. Sử dụng các mỏ thô và vật liệu tinh chế sẵn có, cư dân của Thành phố Argo đã đặt một tấm chắn bằng lá chì trên mặt đất để bảo vệ họ khỏi kryptonite đang phát triển. Zor-El cũng có thể tạo ra một hệ thống đẩy tạm thời để cố gắng đẩy nhanh quá trình tiếp cận Hệ Mặt trời của thành phố. Trong khoảng 30 năm Thành phố Argo du hành xuyên không gian, Zor-El đã gặp và kết hôn với Alura, con gái của In-Ze, người sinh ra con gái của họ, Kara—tóc vàng giống cha mẹ cô. Nhưng trước khi hệ thống động cơ có thể lái thành phố về phía Trái đất, một công dân loạn trí tên là Jer-Em, người đang phải chịu đựng cảm giác tội lỗi về sự sống còn, đã làm hỏng ống xả, hướng Argo về phía một đám thiên thạch đâm vào mặt dưới của khối đất trên mà nó đã nghỉ ngơi. Khi cư dân của thuộc địa đang bị giết bởi bức xạ kryptonite màu xanh lá cây do thiên thạch giải phóng làm vỡ hàng rào chì, Kara vị thành niên được Zor-El gửi đến Trái đất bằng một tên lửa, để được em họ Kal-El (còn gọi là Clark Kent) nuôi dưỡng. ). Để đảm bảo cô sẽ được Superman công nhận, cha mẹ của Kara đã cung cấp cho cô một bộ đồng phục gần giống với bộ đồng phục mà Superman mặc.
Sau đó, nó phát triển Zor-El và Alura sống sót sau vụ đầu độc phóng xạ giết chết mọi người khác ở Thành phố Argo bằng cách đi vào Vùng sinh tồn, một vùng liên tục song song giống với Vùng ma quái. Cuối cùng họ được Supergirl giải cứu và cặp đôi quyết định sống ở thành phố chai Kandor. Sau đó, Kara được đoàn tụ với cha mẹ cô, nhưng cuộc đoàn tụ đó trở nên buồn vui lẫn lộn, khi Reactron giết cha cô và mẹ cô chết khi New Krypton bị phá hủy bởi một cái bẫy trong Reactron do Lex Luthor để lại, kẻ thù lớn nhất của em họ Superman của cô trên Trái đất và giờ là cô. kẻ thù lớn nhất trên Trái đất nữa.
Trên Trái đất, Kara có được sức mạnh giống hệt Superman và lấy danh tính bí mật của Linda Lee, một cư dân của trại trẻ mồ côi Midvale. Cô ấy giấu mái tóc vàng của mình bên dưới bộ tóc giả màu nâu và chỉ hoạt động như Supergirl một cách bí mật, theo yêu cầu của Superman, cho đến khi cô ấy có thể, theo ý kiến của anh ấy, có đủ quyền kiểm soát sức mạnh của mình - và sự khôn ngoan để sử dụng chúng đúng cách. Lần ra mắt đầu tiên của cô bị trì hoãn do sức mạnh của cô bị một nhân vật phản diện Kandorian đánh cắp; trong thời gian này, cô được Fred và Edna Danvers nhận nuôi.
Cô theo học tại trường trung học Midvale với vai Linda Lee Danvers. Trong những năm sau đó, sau khi tốt nghiệp trường Cao đẳng Stanhope, cô thay đổi nghề nghiệp nhiều lần, giữ công việc tư vấn sinh viên, đưa tin và diễn xuất trong một vở kịch truyền hình nhiều tập, Secret Hearts (một vở kịch trên bộ truyện tranh lãng mạn cùng tên của DC). Cô cũng đang học đại học ở Chicago. Kara có nhiều bạn trai, bao gồm Richard (Dick) Malverne, Jerro the Merboy từ Atlantis và Brainiac 5, thành viên của Quân đoàn siêu anh hùng. Tuy nhiên, cô đã tránh xa những cam kết nghiêm túc, đặt sự nghiệp siêu hạng của mình lên hàng đầu.
Danh tính bí mật của Supergirl là một bí mật được giữ kín chỉ có Superman, cha mẹ nuôi của cô và Quân đoàn siêu anh hùng mà cô là thành viên trong một thời gian. Giống như tất cả người Kryptonians, Supergirl rất dễ bị tổn thương bởi kryptonite. Streaky the Supercat, con mèo màu cam của cô ấy, có được siêu năng lực tạm thời do tiếp xúc với "X-kryptonite", một dạng kryptonite Supergirl vô tình được tạo ra trong một nỗ lực không thành công nhằm vô hiệu hóa tác động của kryptonite xanh. Comet the Superhorse, một cựu nhân mã, là bạn đồng hành cùng ngựa của Supergirl.
Một cách DC thể hiện tính chất sử thi của loạt phim giới hạn 12 số Khủng hoảng trên Trái đất vô tận (tháng 4 năm 1985 - tháng 3 năm 1986) là thông qua cái chết của các nhân vật quan trọng. Trong số 7 (tháng 10 năm 1985), Supergirl hy sinh mạng sống của mình để cứu em họ và Đa vũ trụ DC khỏi bị hủy diệt. Khi tính liên tục của Siêu nhân được khởi động lại sau Khủng hoảng trên Trái đất vô tận, các biên tập viên của DC cảm thấy rằng Siêu nhân nên là người sống sót duy nhất của Krypton, dẫn đến việc Kara bị loại bỏ. Không giống như một số nhân vật khác chết trong Cuộc khủng hoảng, không ai nhớ Kara đã chết hoặc thậm chí đã từng tồn tại.
Sau các sự kiện của Khủng hoảng vô hạn, phần tiếp theo của Khủng hoảng trên Trái đất vô tận, nhiều sự kiện lịch sử từ Đa vũ trụ hiện đang được ghi nhớ. Donna Troy, sau khi tái sinh và thừa kế Harbinger's Orb, đã nhớ lại Kara Zor-El ban đầu và sự hy sinh của cô ấy.

### Sức mạnh và điểm yếu
Mặt trời màu vàng mang lại cho cô sức mạnh tương tự như Siêu nhân. Giống như tất cả người Kryptonians dưới ánh mặt trời màu vàng, Supergirl sở hữu sức mạnh, sức chịu đựng và khả năng bất tử gần như vô hạn. Cô ấy có thể bay và với tốc độ siêu nhanh mà cô ấy cũng có thể sử dụng khi đi bộ như Superman nhưng không thể sánh ngang với The Flash (những người được trao quyền bởi một nguồn liên không gian gọi là Speed Force). Cũng giống như Superman, Supergirl sở hữu siêu giác quan, siêu hơi thở và hơi thở đóng băng, cũng như nhiều hình thức giám sát (bao gồm Tia X, Nhiệt, Kính thiên văn và Kính hiển vi).  Kara cũng có hào quang điện sinh học giúp tăng cường khả năng gần như bất khả xâm phạm của cô ấy và cũng bảo vệ làn da và trang phục của cô ấy khỏi bụi bẩn và nước mắt; như vậy, Kara luôn trong sạch.  Mặt trời cũng mang lại cho Kara tuổi thọ dài hơn con người, đến mức cô ấy thực sự là một người bất tử về mặt sinh học. Kara không cần thức ăn, nước uống hay giấc ngủ để tồn tại. Cô ấy cũng miễn nhiễm với hầu hết các bệnh tật, cả về tinh thần và thể chất, và sẽ cần một sức căng rất mạnh để có cơ hội ảnh hưởng đến cô ấy. Cũng như những người Krypton khác, Supergirl hấp thụ năng lượng từ mặt trời vàng và cũng có những sức mạnh, điểm yếu như người em họ Superman. Những sức mạnh của Supergirl bao gồm:
- Bay lượn: Supergirl có thể bay lượn và giữ thăng bằng giống những người Krypton khác với tốc độ rất lớn, thậm chí ngang bằng hoặc hơn tốc độ di chuyển của Livewire hay The Flash
- Sức mạnh: Supergirl có sức mạnh tuyệt đối so với những người trái đất. Tuy nhiên nếu so với những người ngoài hành tinh khác như Vatox, Zod,... thì Supergirl yếu hơn hẳn về sức mạnh và thường bị áp đảo nhanh chóng do quá dựa vào sức mạnh mà không có kỹ năng chiến đấu
- Tia nhiệt: Tia nhiệt được bắn ra từ mắt Supergirl, nhiệt độ của tia nhiệt có thể lên tới hàng ngàn độ C, tia nhiệt của Supergirl có thể nung chảy mọi thứ kim loại.
- Khả năng nhìn xuyên thấu: Supergirl có thể nhìn xuyên qua mọi vật cản (trừ chì) với khoảng cách không hạn chế
- Hơi thở băng: Supergirl có hơi thở mạnh mẽ và gây đóng băng mục tiêu.
- Cơ thể bất khả xâm phạm: Mọi vũ khí trên trái đất như súng, tên lửa, đều vô dụng với Supergirl, tuy nhiều loại tên lửa có thể khiến cô bị choáng nhẹ.
- Sự nhanh nhạy: Trong các cuộc đấu, Supergirl thường dùng khả năng nhanh nhạy của bản thân để né đòn từ đối phương
- Siêu thính giác: Cô có thể nghe rõ nhịp tim của một người ở khoảng cách rất xa, từ đó xác định vị trí mục tiêu.
- Trí thông minh: Supergirl có thể bắt chước giọng nói, bắt chước ngôn ngữ và ứng biến linh hoạt trong các cuộc giao tiếp
- Khả năng hô hấp vượt trội: Supergirl cũng cần oxy để hô hấp, tuy nhiên cô có thể nhịn thở lâu hơn nhiều so với người thường. Điều này giúp ích rất nhiều khi cô bay vào vũ trụ hoặc lặn dưới nước.

Trong những trường hợp hiếm hoi Kara bị tổn hại bởi ai đó có sức mạnh phù hợp với cô ấy hoặc do sử dụng một trong những điểm yếu của cô ấy, cô ấy có thể hồi phục gần như ngay lập tức. Sức mạnh của cô vượt qua hầu hết những sinh vật khác, mặc dù cô có thể bị áp đảo bởi những kẻ sánh ngang với sức mạnh của cô như Black Adam, Darkseid, Despero, Doomsday, Bizarro, Wonder Woman và Superman.Trên thực tế, Kara thực sự lớn tuổi hơn em họ của cô, Clark, và đã dành thời gian ở Krypton trước khi nó bị phá hủy. Vì vậy (không giống như Superman), cô ấy sở hữu những ký ức về văn hóa Kryptonian cũng như cha mẹ của em họ mình.Tiếp tục tiếp xúc với Mặt trời màu vàng sẽ tăng dần khả năng. Nhiều nhân vật trong Vũ trụ DC đã lưu ý rằng Supergirl đôi khi còn mạnh hơn cả Superman. Để trả lời điều này, Superman nói rằng điều này là do anh ấy đã dành cả cuộc đời mình để kìm nén toàn bộ sức mạnh của mình trong tiềm thức để tránh làm tổn thương người khác, anh ấy đã hấp thụ bức xạ mặt trời từ khi còn nhỏ. Kara, không có kinh nghiệm và thực hành như vậy, chỉ đơn giản là sử dụng toàn bộ sức mạnh của mình. 
Tuy sở hữu trong mình nhiều sức mạnh, nhưng Supergirl cũng có những điểm yếu sau:
- Đá kryptonite (xanh): Cũng như Superman, Supergirl cũng bị mất đi sức mạnh khi tiếp xúc với đá Kryptonite xanh. Kryptonite không chỉ khiến Supergirl mất đi sức mạnh, mà còn khiến cô dần cảm thấy đau đớn, mệt mỏi nếu tiếp xúc lâu. Đây là thứ có thể giết chết người Krypton.
- Đá Kryptonite (đỏ): Khác với đá Kryptonite xanh, đá Kryptonite đỏ không khiến Supergirl mất đi sức mạnh, thay vào đó loại đá này sẽ khiến cô thay đổi tâm trạng theo hướng tiêu cực, gây nguy hại cho mọi người xung quanh.
- Kryptonite (trắng): Kryptonite trắng có khả năng đặc biệt là hủy diệt sự sống của bất kì giống thực vật nào, miễn là được đến gần trong khoảng cách khoảng 23 mét.
- Kryptonite (bạc): Có khả năng khiến Supergirl gặp ảo giác thần kinh, thậm chí dẫn tới hoang tưởng nếu tiếp xúc trong thời gian quá lâu.
- Mặt trời đỏ (Tự nhiên hoặc nhân tạo): Mặt trời đỏ khiến Supergirl mất đi sức mạnh.
- Những cuộc tấn công ma thuật: Cơ thể của Supergirl còn không có cơ chế kháng cự các cuộc tấn công bằng ma thuật điều này khiến cô có thể dễ dàng bị hạ gục bởi những phù thủy hay những người có ma thuật.
- Có thời điểm, cô dùng quá nhiều năng lượng dẫn tới mất đi sức mạnh

## Kẻ thù
Vartox: Người luôn mang theo một chiếc rìu hạt nhân, có thể gây sát thương với Supergirl. Vartox có sức mạnh ngang ngửa, thậm chí có phần nhỉnh hơn so với Supergirl trong một cuộc đấu tay đôi.
Đại tướng Astra: Dì của Supergirl, là em song sinh với Alura, do là người chỉ huy cuộc đảo chính ở Krypton dẫn tới bị giam cầm ở Fort Rozz vĩnh viễn. Sau khi Krypton bị phá hủy, Astra lãnh đạo nhóm tù nhân ở Fort Rozz tới xâm chiếm trái đất.
Non: Chồng của Astra, cũng bị giam cầm ở Fort Rozz và có dã tâm tàn độc hơn Astra
Zod: Là một người Krypton nên có sức mạnh và khả năng tương tự như Supergirl hay Superman. Hắn cũng từng bị giam ở Fort Rozz
Livewire: Là một dòng điện thuần túy có khả năng hấp thụ một lượng lớn điện từ các nguồn bên ngoài. Do là điện nên có điểm yếu chính là tiếp xúc với nước.
Hellgramite: Hellgrammite có thể nhảy khoảng cách xa, tiết ra chất kết dính và tạo ra kén để giam cầm kẻ thù. 
Toyman: Là bố ruột của Winn Schott, một tên tội phạm sử dụng các thiết bị và mánh lới quảng cáo dựa trên đồ chơi hoặc theo chủ đề đồ chơi trong các tội ác khác nhau của mình
Bizarro: Bản sao xấu xa và độc ác của Supergirl
Indigo: Sở hữu bộ não phân tích giống máy tính, cho phép cô suy nghĩ và nhận thức thông tin với tốc độ nhanh.  Là một sinh vật vô cơ độc nhất, cô ấy có thể bay, phóng ra các trường lực và bắn ra những luồng năng lượng từ mắt hoặc tay của mình. Khả năng thể chất của cô vượt xa giới hạn của con người. Cô ấy cũng có thể tương tác và điều khiển bất kỳ công nghệ nào, dù hiện đại đến đâu.
Silver Banshee: Mặc dù không hoàn toàn bất khả xâm phạm nhưng họ có thể làm bị thương người Kryptonians ở một mức độ hạn chế khi họ phát huy hết sức mạnh của mình. Mặc dù có sức mạnh thể chất mạnh mẽ nhưng vũ khí đặc trưng của Banshee là tiếng hét siêu thanh hay "tiếng rên rỉ chết chóc".
Metallo: Có khả năng bắn ra tia Kryptonite gây ảnh hưởng tới Supergirl, do hoạt động bằng viên đá Kryptonite gắn trên ngực nên hắn dễ bị tiêu diệt nếu tách đôi viên đá với cơ thể
Cyborg Superman (Hank Henshaw): Là Hank Henshaw thật, bị thương cùng lúc với Jeramiah và đã được Lilian Luthor cải tiến thành Cyborg Superman
Lex Luthor: Kẻ luôn muốn tiêu diệt tất cả người ngoài hành tinh bằng mọi giá
Lilian Luthor: Mẹ của Lex, cũng luôn muốn tiêu diệt toàn bộ người ngoài hành tinh trên trái đất giống Lex Luthor
Nữ hoàng Rhea: Mẹ của Mon-El, là Nữ hoàng của hành tinh Daxam, có cơ thể được tạo nên từ Kryptonite
Psi: Có khả năng khơi lên những ký ức kinh hoàng và đau đớn nhất cho đối thủ
Overgirl: Là bản sao của Supergirl ở hành tinh song song
Black Flame – Một người Kandorian dấn thân vào cuộc đời tội phạm và chiến đấu với Supergirl. 
Blithe - Người hầu thiên thần sinh ra trên Trái đất của Carnivore, người đã hợp nhất với hình dạng tà ác của Ma trận. Sau đó cô ấy trở thành đồng minh.
Buzz – Gaius Marcus bán linh hồn của mình cho Baalzebub, người sau này trở thành đặc vụ cho Lords of Chaos. Sau này anh ta sẽ trở thành một đồng minh run rẩy. 
Carnivore - Con trai của Lilith và Baalzebub, Carnivean là ma cà rồng đầu tiên bước đi trên Trái đất và chiếm đoạt quyền cai trị của Thiên đường. 
The Council - Một tổ chức tội phạm bí mật ở Chicago thuê Giám đốc, Matrix-Prime và Gang. 
Decay - Daniel Pendergast điều khiển Psi cố gắng tiêu diệt Chicago chỉ để biến thành một sinh vật chất nhờn quái dị. 
The Gang – Một nhóm lính đánh thuê có các thành viên là Brains, Bulldozer, Ms. Mesmer và Kong. 
Lesla-Lar - Một người Kandorian cố gắng đổi chỗ cho Supergirl nhiều lần. 
Lilith – Mẹ của quỷ, Lilith tìm cách trả thù Supergirl vì đã tiêu diệt con trai bà là Carnivore. Được giới thiệu trong Supergirl (tập 4) #67 (tháng 4 năm 2002).
Matrix-Prime – Một robot mạnh mẽ do Hội đồng chế tạo, đóng vai trò là đại lý của họ, thu tiền và loại bỏ các mối đe dọa. Được giới thiệu trong Daring New Adventures of Supergirl #6 (tháng 3 năm 1983).
Murmur – Người hầu quỷ dữ của Động vật ăn thịt. 
Nasthalia Luthor – cháu gái của Lex Luthor và là đối thủ của Supergirl. 
Princess Tlaca – Princess Aztec tìm cách chiến thắng Supergirl và khôi phục uy tín cho nền văn minh của mình. 
Psi - Gayle Marsh là một psionic mạnh mẽ bị Daniel Pendergast điều khiển để cố gắng tiêu diệt Chicago.
Reactron – Lò phản ứng sống, tên thật là Ben Krull, anh từng là lính quân đội nhưng do cái chết của vợ nên luôn nung nấu trả thù Superman bằng cách hại những người thân, trong đó có Supergirl. Reactron sôi sục với năng lượng phóng xạ và có thể tạo ra các vụ nổ chấn động và các chùm phân rã.
Reign – Worldkiller: một loại vũ khí sinh học được tạo ra trên Krypton và sớm bị Hội đồng Khoa học Kryptonian đặt ra ngoài vòng pháp luật.
Siobhan McDougal/Silver Banshee: Kẻ thù  của Superman và là kẻ thù không đội trời chung của Supergirls Kara Zor-El và Linda Danvers.
Con gái đỏ: Một bản sao hệt với Supergirl, nhưng mạnh hơn 
Twilight - Một vị thần mới sẽ nguyền rủa Sự hiện diện và coi Supergirl như một phương tiện để trả thù. Cô hợp nhất với Matrix và trở thành đồng minh. 

## Phiên bản truyền hình

### Phim ảnh
Nhà sản xuất Ilya Salkind ban đầu viết kịch bản cho phần thứ ba của loạt phim Siêu nhân với sự tham gia của Christopher Reeve, mở rộng phạm vi của bộ phim lên quy mô vũ trụ, giới thiệu các nhân vật phản diện Brainiac và Mister Mxyzptlk, cũng như Supergirl. Bản phác thảo ban đầu mô tả mối quan hệ cha con giữa Brainiac và Supergirl cũng như mối tình lãng mạn giữa Superman và Supergirl, mặc dù cả hai là chị em họ trong truyện tranh. Warner Bros. đã từ chối bản phác thảo.
Mô tả live-action đầu tiên về Supergirl là trong bộ phim cùng tên năm 1984, với sự tham gia của Helen Slater trong vai Kara Zor-El / Linda Lee / Supergirl. Bộ phim là phần phụ của loạt phim Salkind Superman, được kết nối bởi nhân vật Jimmy Olsen của Marc McClure. Cốt truyện của nó, kết nối theo truyền thống với truyện tranh hơn là phác thảo của Salkind, liên quan đến Supergirl, chị họ của Superman, để lại cộng đồng Kryptonian bị cô lập của cô ấy ở Thành phố Argo cho Trái đất trong nỗ lực lấy lại "Omegahedron" độc nhất, đã rơi vào tay tà ác. phù thủy Selena (Faye Dunaway). Bộ phim không được đón nhận và có doanh thu phòng vé kém cũng như không có đề cập đến nhân vật trong Superman IV: The Quest for Peace tiếp theo.
Vào tháng 8 năm 2018, một bộ phim xoay quanh Kara Zor-El / Supergirl, được thông báo là đang được phát triển với Oren Uziel viết kịch bản. Hãng phim dự định thuê một nữ đạo diễn, trong đó Reed Morano—người đã bày tỏ sự quan tâm đến dự án—là lựa chọn hàng đầu của hãng. Việc quay phim dự kiến sẽ bắt đầu sản xuất vào đầu năm 2020.
Vào tháng 2 năm 2021, nữ diễn viên người Mỹ gốc Colombia Sasha Calle được chọn vào vai Supergirl trong The Flash (2023), do Andy Muschietti đạo diễn. Vào tháng 2 năm 2023, người ta xác nhận rằng Calle sẽ thể hiện phiên bản Kara Zor-El của nhân vật này
Vào tháng 1 năm 2024, Milly Alcock được chọn vào vai Kara Zor-El / Supergirl, người sẽ ra mắt trong Superman: Legacy trước bộ phim độc lập solo của cô lấy bối cảnh Vũ trụ DC, bộ phim sẽ bắt nguồn đáng kể từ Supergirl: Woman of Tomorrow ( 2021–22) miniseries của nhà văn Tom King và nghệ sĩ Bilquis Evely.

### Phim truyền hình

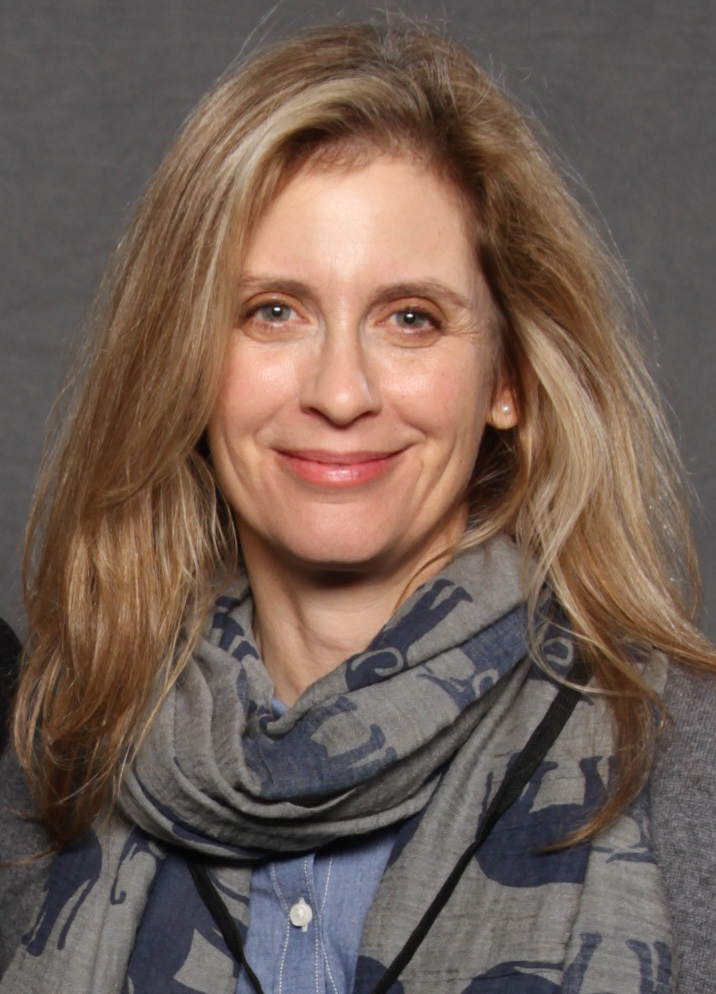
Helen Slater là người đảm nhận vai diễn Supergirl (1984)

Trong mùa thứ bảy (2007–2008) của chương trình ăn khách Smallville của CW, Kara được giới thiệu vào dàn diễn viên và do Laura Vandervoort thể hiện. Smallville mô tả cô ấy là chị họ của Clark (Tom Welling), người có tàu vũ trụ bị mắc kẹt trong tình trạng ứ đọng cho đến các sự kiện của phần cuối mùa thứ sáu, khi con đập mà con tàu hạ cánh gần như phá vỡ hệ thống ứ đọng và cho phép Kara thức dậy. Phần lớn phần bảy liên quan đến nỗ lực của Kara để thích nghi với cuộc sống trên Trái đất, đặc biệt là sau khi biết về sự hủy diệt của Krypton và thực tế là người em họ "trẻ hơn" của cô giờ ít nhất bằng tuổi cô. Cô ấy xuất hiện với tư cách khách mời trong phần tám và trong mùa thứ mười và cuối cùng của chương trình, trong đó cô ấy trở thành thành viên của Justice League. Trong phần cuối của mùa giải, cô được trí tuệ nhân tạo của Pháo đài Cô đơn gửi đến tương lai để Clark có thể nhận ra vận mệnh và một mình đánh bại Darkseid.

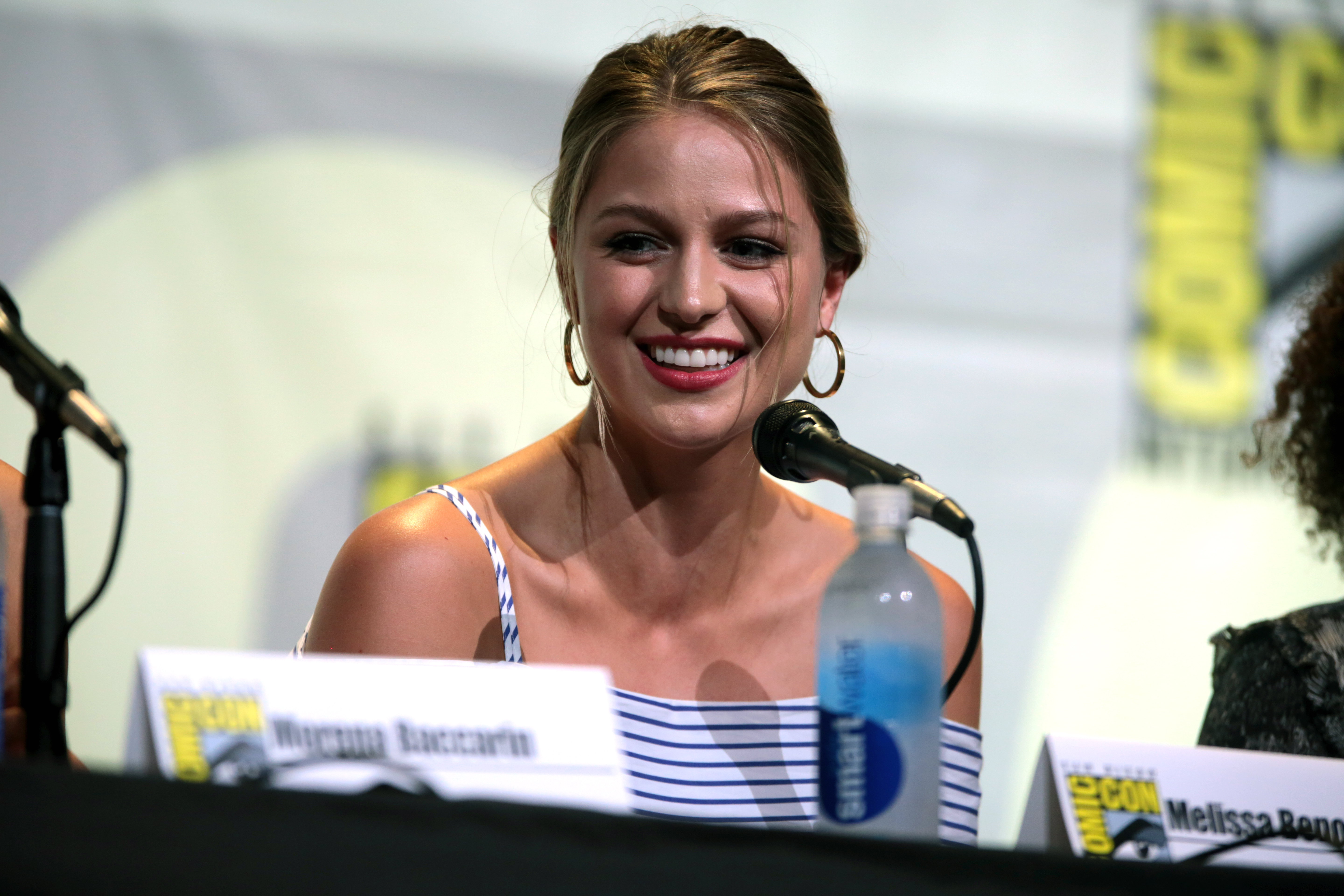
Melissa Benoist đảm nhận vai Supergirl (2016)

Một bộ phim truyền hình dài tập xoay quanh phiên bản Kara Zor-El của Supergirl, lấy bối cảnh trong vũ trụ chia sẻ Arrowverse, có tựa đề Supergirl với sự tham gia của Melissa Benoist trong vai Kara, được công chiếu trên CBS vào ngày 26 tháng 10 năm 2015, trước khi chuyển sang The CW vào ngày 12 tháng 5 năm 2016. Trong loạt phim, Kara được cử đến Trái đất để bảo vệ người em họ Kal-El của mình mặc dù tàu cô bị chệch hướng và mắc kẹt trong Vùng ảo ảnh trong 24 năm. Cuối cùng, Kara gặp nạn trên Earth-38, nơi cô được giải cứu bởi Kal trưởng thành, người hiện là siêu anh hùng mang tính biểu tượng "Siêu nhân". Superman đưa Kara tới gia đình Danvers chăm sóc, họ quyết định cách tốt nhất là che giấu khả năng của cô với thế giới. Mười hai năm sau, Kara là phóng viên của Cat Co Worldwide Media. Cuối cùng, cô buộc phải tiết lộ sức mạnh của mình với thế giới sau khi cứu chị gái nuôi Alex Danvers khỏi một vụ tai nạn máy bay suýt xảy ra và được giới truyền thông mệnh danh là "Supergirl". Với sự giúp đỡ của giám đốc Cơ quan Hoạt động Siêu nhân (D.E.O) do Hank Henshaw chỉ huy, sau này được tiết lộ là J'onn J'onzz / Martian Manhunter, bạn thân nhất của cô là Winn Schott và James Olsen, Kara chiến đấu với người ngoài hành tinh và các tù nhân do dì cô lãnh đạo Astra khi cố gắng xâm lược Trái đất. Sau đó, cô cùng với Lena-em gái của Lex Luthor, Mon-El, Querl Dox, (Brainiac-5) và Nia Nal / Dreamer chiến đấu với những kẻ thù như cha mẹ của Mon-El, World Killer Reign, Red Daughter, nhà hoạt động ngoài hành tinh Ben Lockwood/Đặc vụ Liberty và tổ chức bí mật độc ác Leviathan.

### Hoạt hình
Supergirl được lồng tiếng bởi Nicholle Tom trong Superman: The Animated Series, một chương trình truyền hình Mỹ. Cô ấy được miêu tả là Kara In-Ze, không phải là chị họ của Superman như trong truyện tranh, mà là một người gần như người Kryptonian đến từ hành tinh chị em của Krypton là Argos. Argos bị hất văng khỏi quỹ đạo của nó bởi vụ nổ của Krypton sang một quỹ đạo xa hơn nhiều và chỉ Kara sống sót vì chết cóng. Khi Superman tìm thấy cô, anh đã đưa cô trở lại Trái đất và coi cô như  
chị họ. Như tiếp tục trong Justice League Unlimited, cô và Superman phát triển rất thân thiết, gần giống như chị em ruột, nhưng cô rời đi khi yêu Brainiac 5 của Quân đoàn siêu anh hùng trong tương lai xa, cảm thấy rằng mình chưa bao giờ thực sự hòa nhập. Trái Đất ở hiện tại.
Superman/Batman: Apocalypse, một bộ phim hoạt hình trực tiếp qua video phát hành vào tháng 9 năm 2010, phần lớn tương đồng với cốt truyện gốc ra mắt trong loạt truyện tranh Superman/Batman năm 2004, với một số khác biệt nhỏ về cốt truyện. Kara Zor-El, do Summer Glau lồng tiếng, được mô tả rõ ràng là em họ của Kal-El đến từ Krypton.
Những cô gái siêu anh hùng DC hay Những cô gái siêu anh hùng DC (ở nhiều quốc gia khác nhau) là một thương hiệu nhân vật hành động siêu anh hùng của Mỹ được tạo bởi DC Comics (một công ty con của Time Warner) và Mattel ra mắt vào quý 3 năm 2015. Nhượng quyền thương mại được công bố vào tháng 4 năm 2015 Phạm vi này bao gồm sách từ Random House, Lego và các nhân vật hành động từ Mattel. Trang web được ra mắt vào đầu tháng 7 năm 2015. Các nhân vật nổi bật khi ra mắt là Wonder Woman, Batgirl, Supergirl, Harley Quinn, Poison Ivy, Katana và Bumblebee. Các nhân vật khác bao gồm Hal Jordan, Barry Allen, Star Sapphire, Beast Boy, Cheetah, Hawkgirl và Catwoman cũng xuất hiện. Amanda Waller được coi là người đứng đầu trong bối cảnh của loạt phim Super Hero High. Nhiều Anh hùng và Nhân vật phản diện khác của DC Comics xuất hiện trong nền với tư cách khách mời. Câu chuyện kể về trường trung học Super Hero, những anh hùng nổi tiếng của DC tham gia các lớp học và đối mặt với tất cả những khó xử khi lớn lên (cộng thêm căng thẳng khi có siêu năng lực). Supergirl được lồng tiếng bởi Anais Fairweather. Một bộ phim DC Super Hero Girls: Hero of the Year dựa trên bộ truyện đã được phát hành vào năm 2016.[46] Cô cũng xuất hiện trong bộ phim truyền hình cùng tên năm 2019 do Nicole Sullivan lồng tiếng.
Melissa Benoist đảm nhận vai Overgirl trong loạt phim hoạt hình Freedom Fighters: The Ray, lấy bối cảnh tương tự như Supergirl của CW.
Supergirl xuất hiện trong tập mùa thứ tư của Harley Quinn "Getting Ice Dick, Don't Wait Up", do Lacey Chabert lồng tiếng.